# Pointe Challenger
Pour les articles homonymes, voir Challenger.
La pointe Challenger, en anglais Challenger Point, est un sommet montagneux américain dans le comté de Saguache, au Colorado. Elle culmine à 4 295 mètres d'altitude dans le groupe des Crestones, dans le chaînon Sangre de Cristo. Elle est protégée au sein de la forêt nationale de Rio Grande.